# Princip ekvivalentnosti
U Opštoj teoriji relativnosti princip ekvivalentnosti primenjen je na nekoliko povezanih koncepata koji imaju posla sa gravitacijom i uniformnošću merenja izvršenim u fizičkim eksperimentima koji se dešavaju u različitim sistemima referencije. On je u vezi i sa Kopernikovom idejom da zakoni fizike treba da budu isti svuda u svemiru, ali, pre svega, povezan je sa Ajnštajnovim zapažanjem da je gravitacionu silu koju opažamo kada stojimo na nekom masivnom telu (kao što je Zemlja), lokalno posmatrano, nemoguće razlikovati od inercijalne sile koju bi opažao posmatrač u neinercijalnom-ubrzanom sistemu, na primer, u nekoj kabini koja bi bila ubrzana u oblasti prostora koja je daleko od uticaja gravitacionog polja drugih tela. Takođe, ovakva jedna mogućnost u tesnoj je vezi i sa ekvivalentnošću gravitacione i inercijalne mase tela, koja je bila poznata još od ranije, ali bez većeg značaja za fiziku sve do nastanka Ajnštajnove Opšte teorije relativnosti.

## Istorija
Poreklo Ajnštajnovog principa ekvivalentnosti, moglo bi se reći, započinje sa Galilejevim čuvenim eksperimentima izvršenim krajem 16. i početkom 17. veka. Ovi eksperimenti pokazali su da je gravitaciono ubrzanje tela nezavisno od njihove mase. Time je bio odbačen Aristotelov koncept po kome teža tela padaju brže od lakših. Definitivan udarac ovom Aristotelovom mišljenju, koje je bilo na snazi oko 20 vekova, zadao je Njutnov zakon opšte gravitacije kojim je postulirano da su inercijalna i gravitaciona masa tela potpuno iste.
Princip ekvivalentnosti na pravi način će uvesti u fiziku, međutim, Albert Ajnštajn, 1907. godine. On je tada izneo zapažanje da je ubrzavanje tela ka centru Zemlje sa ubrzanjem g (g = 9.81 m/s2-ubrzanje Zemljine teže) potpuno ekvivalentno inercijalnom ubrzavanju pokretnog tela koje bi se moglo opaziti kada bi se nalazili u nekoj raketi u slobodnom prostoru, koja se ubrzava takođe sa ubrzanjem g. Ajnštajn to formuliše na sledeći način:
mi [...] pretpostavljamo potpunu fizičku ekvivalentnost gravitacionog polja i odgovarajućeg ubrzavanja referentnog sistema. (Ajnštajn, 1907)

## Spoljašnje veze
- Ајнштајн онлајн — Принцип еквивалентности (на енглеском језику са илустрацијама)